# José Albelda y Albert
José Albelda y Albert (1868-1935) fue un ingeniero de caminos español.

## Biografía
Nacido en Cartagena en 1868, a lo largo de su vida trabajó como ingeniero de Caminos, Canales y Puertos en el puerto de Huelva. Desde 1918 ejerció como subdirector de Junta de Obras del puerto, asumiendo en 1930 el puesto de director (que ejerció hasta su jubilación 1933). Compaginó estas funciones con su interés por la historia y las antigüedades. En reconocimiento a sus aportaciones en estos campos, desde 1913 fue académico correspondiente por Huelva de la Real Academia de Bellas Artes de San Fernando y desde 1916 lo sería por la Real Academia de Historia.